# Arcot
Arcot är en stad i norra delen av den indiska delstaten Tamil Nadu, och tillhör distriktet Vellore. Folkmängden uppgick till 55 955 invånare vid folkräkningen 2011. Arcot bildar tillsammans med de jämnstora städerna Melvisharam, Ranipettai, Walajapet samt några andra orter, ett storstadsområde som hade 264 330 invånare 2011. Staden är belägen vid floden Palar nära koromandelkusten i östra Ghats. Största näring är textilindustrin.
Staden blev huvudstad för nawaben av Karnataka 1712. Den besattes först av fransmännen, som dock jagades bort av britten Robert Clive 1751. 1758 återkom fransmännen och 1760 kom ånyo britterna. 1780 intogs Arcot av Haider Ali, men staden var sedan från 1801 brittiskt fram till den indiska självständigheten 1947. Under den brittiska tiden var Arcot huvudort i distriktet North Arcot och hade 11 475 invånare 1911.